# Apocheima
Apocheima is een geslacht van vlinders van de familie spanners (Geometridae), uit de onderfamilie Ennominae.

## Soorten
- A. cinerarius Erschoff, 1874
- A. hispidaria

Voorjaarsspanner (Denis & Schiffermüller, 1775)